# Frederick House
Frederick „Fred“ House (* 4. Januar 1978 in Valdosta,  Georgia) ist ein US-amerikanischer Basketballspieler. House gewann mit seinen jeweiligen Mannschaften in Europa die Landesmeisterschaften von Serbien (zweimal), Litauen und der Ukraine sowie in Spanien die Supercopa. Er spielt in der Position des Shooting Guard und ist nach Verletzungsproblemen seit Herbst 2011 vereinslos.

## Karriere als Spieler

### USA (bis 2002)
Nach seiner Schulzeit in Killeen im US-Bundesstaat Texas spielte House zunächst zwei Jahre am Dixie State College of Utah für das Hochschulteam Rebels in der Liga für Junior Colleges, bevor er zur Southern Utah University ging. Beim Hochschulteam Thunderbirds spielte er zwei weitere Spielzeiten in der Conference The Summit League der NCAA. Während dieser Zeit kam er auf einen Punkteschnitt von 17,8 pro Spiel.
Nach seiner College-Zeit wurde House nicht in der am höchsten dotierten Profiliga NBA berücksichtigt und ging daher in die Minor League NBA Development League (D-League) zu den North Charleston Lowgators, wo er unter anderem mit dem später aus der deutschen Basketball-Bundesliga bekannten Bjorn Aubre McKie zusammenspielte. Am Ende der Saison wurde er 2002 zum „Rookie of the Year“ der D-League ernannt. Anschließend spielte er noch in der Sommerliga United States Basketball League. Als es auch 2002 nicht mit einem Wechsel in die NBA klappte, wechselte er nach Europa.

### Europa (ab 2002)
Gleich bei seiner ersten Station in Europa wurde House mit dem serbischen Serienmeister KK Partizan aus Belgrad zweimal serbisch-montenegrinischer Meister in den Jahren 2003 und 2004. Im höchsten europäischen Vereinswettbewerb EuroLeague war er zweimal hintereinander der Spieler mit den meisten Ballgewinnen pro Spiel der regulären Saison, im Heimspiel gegen KK Cibona am 27. November 2003 erreichte er mit 39 Punkten in einem Spiel einen Karrierebestwert. Trotzdem konnte sich Partizan jeweils nicht für die zweiten Gruppenphasen qualifizieren. Anschließend wechselte er nach Litauen zu Lietuvos rytas, mit dem er 2005 den ULEB Cup gewann. House selbst wurde nur in der regulären Saison eingesetzt, wo er am sechsten Spieltag 38 Punkte erzielte und die höchste Effektivitätswertung aller an diesem Spieltag eingesetzten Spieler erreichte, und konnte an den Finalspielen wegen Verletzung nicht teilnehmen. In der folgenden Saison nahm man nach dem Titelgewinn im ULEB Cup an der EuroLeague 2005/06 und erreichte die zweite Gruppenphase der sechzehn besten Mannschaften. Auf nationaler Ebene wurde man 2006 litauischer Meister und im Baltikum Gewinner der Baltic Basketball League, wobei man jeweils im Finale den Erzrivalen Žalgiris Kaunas schlug, gegen den man im Jahr davor noch in beiden Wettbewerben im Finale unterlegen war. House selbst wurde zum „Most Valuable Player“ (MVP) des Finalspiels der baltischen Liga ernannt.
Nach zwei Jahren in Litauen wechselte House 2006 in die spanische Liga ACB zum Vizemeister, Pokalsieger und Euroleague-Dritten TAU Cerámica aus dem baskischen Vitoria-Gasteiz. Hier gelang ihm zu Saisonbeginn der Sieg in spanischen Supercup 2006 nach dem Finalsieg über den Meister Unicaja Málaga. Nach der regulären Saison wurde man in der nationalen Liga Erster, während man in der EuroLeague 2006/07 nach nur zwei Niederlagen insgesamt bis ins Final Four vorstoß. Während man in den Meisterschafts-Play-offs in der ersten Runde den amtierenden Meister Málaga schlug und dann im Halbfinale gegen den späteren Vizemeister Winterthur FC Barcelona ausschied, verlor man in der Euroleague auch das Halbfinale gegen den späteren Titelgewinner Panathinaikos Athen und anschließend auch das Spiel um den dritten Platz gegen Málaga. Für die anschließende Spielzeit 2007/08 wechselte er zum Ligakonkurrenten Pamesa aus Valencia, mit dem er in der ersten Play-off-Runde der Meisterschaft gegen seinen Ex-Verein aus Vitoria ausschied, der anschließend Meister wurde. Auch im ULEB Cup 2007/08 schied man im Viertelfinale beim „Final Eight“-Turnier in Turin gegen den späteren Titelgewinner Joventut de Badalona aus.

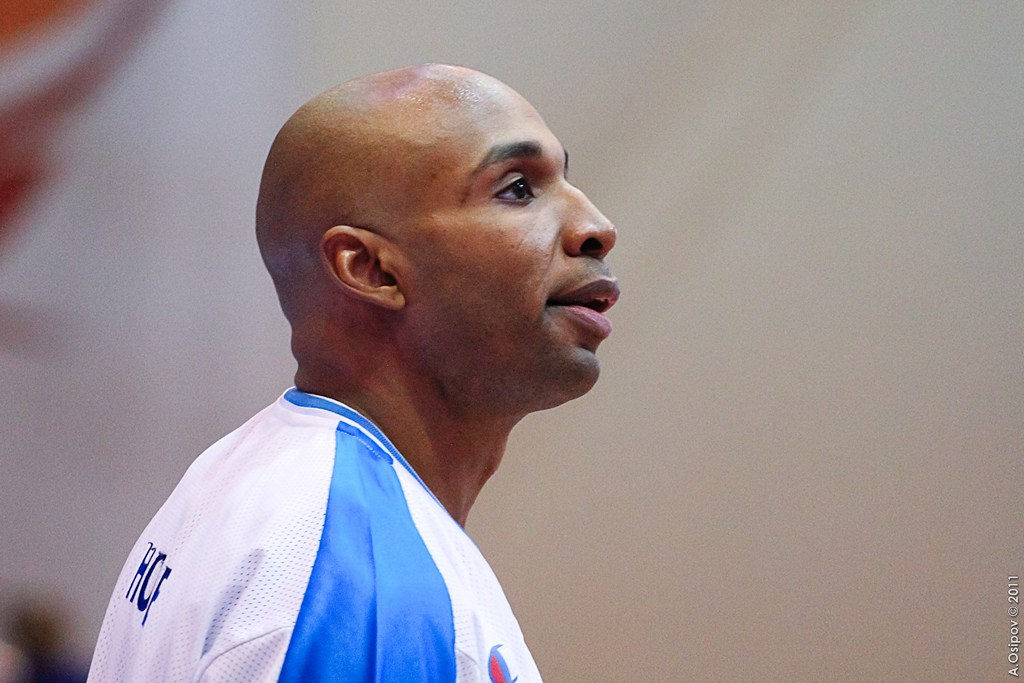
Fred House (2011)

Für die Saison 2008/09 wechselte House zum russischen Verein Lokomotive Rostow in Rostow am Don. Während der Verein 2009 nach Krasnodar transferiert wurde, wechselte House 2009 in die Ukraine und wurde mit Asowmasch aus Mariupol 2010 ukrainischer Meister. In der osteuropäischen VTB United League 2010/11, in der Asowmasch das Final-Four-Turnier erreichte, wurde er als MVP des 10. Spieltags ausgezeichnet. 2011 wechselte er zu Dnipro nach Dnipropetrowsk, wo nach wenigen Einsätzen sein Vertrag wegen Verletzung aufgelöst wurde.

## Auszeichnungen und Erfolge

### Mit der Mannschaft
- ULEB Cup: 2005
- Baltic Basketball League: 2006
- Nationale Meisterschaft: Serbien und Montenegro 2003 & 2004, Litauen 2006, Ukraine 2010
- Supercup: Spanien 2007

### Persönliche Auszeichnungen
- NBDL-Rookie of the Year 2002
- MVP der Finals Baltic Basketball League 2006
- Spieler mit der höchsten Effektivität am 6. Spieltag des ULEB Cup 2004/05
- MVP des 10. Spieltags in der VTB United League 2009/10.